# Descripció
La descripció és la representació d'alguna cosa, una persona  un fet, amb paraules. Es tracta de fer veure al lector un objecte, un paisatge, una persona, un esdeveniment i de vegades, fer sentir una experiència, una emoció, un sentiment de qui descriu.
El propòsit comunicatiu de la descripció influeix en la seva naturalesa i sobretot el grau d'objectivat o de subjectivitat. Sera diferent si es tracta, per exemple, d'una acta de l'estat d'un immoble, un reportatge d'un event, un estudi científic, una obra literària o un text de propaganda comercial. En temps de multimedia fotos, enregistraments, films poden acompanyar la descripció: «un imatge val més que mil paraules». Un cert grau de subjectivitat en la descripció sembla impossible d'excloure. S'atorga sovint a les fotos una objectivitat superior que la de la descripció verbal: s'oblida que el fotògraf tria, emmarca, l'angle i que el redactor tria la foto que li convé. Aquest problema esdevé manifest quan es compara, per exemple, les descripcións d'un mateix esdeveniment pels organitzadors, diaris de diferents orientacions polítiques o la policia.

## El mètode
Qui vol descriure un fet o fenomen ha de seguir tres etapes: Observar i seleccionar els trets dominants del tema de la descripció, analitzar-ho en detall, seguint un ordre establert: de més general a més concret, dels trets físics als psicològics, de dreta a esquerra, de dalt a baix, de fora a dins, dels aspectes més llunyans als més propers. Redactar el text de manera ordenada, d’acord amb l’element que es vulgui destacar més. Per millorar la qualitat de la descripció, pot ser útil comparar amb altres autors que han descrit el mateix fet o fenomen, o un de semblant.
A més, ha de ser transparent en el propòsit comunicatiu, el que no sempre es fa. Per l'autoritat que té la ciència, les descripcions de propaganda i de publicitat es desfressen en descripcions científiques.
En la descripció preponderen els verbs copulatius: ésser, semblar, romandre. Els adjectius poden ser de dues categories, objectius (color, mides, temperatura…) o subjectius (bellesa, utilitat, preferència,…).

## La normativa
Si en la literatura l'escriptor té la màxima llibertat en les seves descripcions, hi ha àmbits on la descripció és sotmesa a normes o lleis. La publicitat que conté afirmacions enganyoses o ambigües o que amaga aspectes negatius en la descripció és prohibida. Pot tenir coseqüències civils – el ciutadà pot exigir una indemnització — o penals. Les mitjans de communicació tenen una obligació d'informació i de descripció correcta i una persona té un dret a la rectificació quan estima que la descripció no és pas correcte.
A la descripció científica, del seu costat, s'aplica un deure d'objectivitat i en la mesura que no és totalment impossible d'explicitar els biaixos subjectius possibles. Implica també que qualsevol col·lega pot corregir una descripció. El fet científic guanya pes quan les descripcions de diferents científics independents coïncideixen. S'hi ha acceptat el principi que la descripció sempre és provisional, i que es pot canviar segons el principi de la falsabilitat, per exemple, quan els mètodes d'observar o de mesurar s'amelioren o es descobreixen fets nous. La descripció científica d'espècies és sotmesa al Codi Internacional de Nomenclatura Zoològica.